# Deborah De Luca
Deborah De Luca (Scampia, 1980. július 23. –) olasz techno lemezlovas és zenei producer.

## Élete
De Luca Nápolyban, a Scampia kerületben született, és ott töltötte gyermekkorát. Tinédzserként az észak-olaszországi Modenába költözött, ahol divattervezést tanult. Pincérnőként, majd táncosként dolgozott egy ideig különböző szórakozóhelyeken, mielőtt a zenélés felé fordult.
Ezután visszaköltözött Nápolyba, ahol megismerkedett Giuseppe Cennamo lemezlovas-producerrel, aki támogatta karrierjét. 2013 márciusában megalapította saját zenei kiadóját „Sola_mente Records” néven. Deborah De Luca az egyik legismertebb női lemezlovassá nőtte ki magát, a legnevesebb klubokban és zenei fesztiválokon lép fel szerte a világon, valamint számtalan EP-je is megjelent.

## Diszkográfia

### EP-k
- 2013: Six Months
- 2013: Slice of Ass
- 2013: Other Space
- 2013: Rummor
- 2014: Afritech
- 2015: Nina
- 2016: Shining (feat. Giorgio Rusconi)
- 2016: Compass (feat. Giorgio Rusconi)
- 2016: White Dark
- 2016: Vogue (feat. Alessandro Spaiani)
- 2017: Chain Reaction (feat. Giorgio Rusconi)
- 2020: She Sleeps